# Gastón Guevara
Gastón Ladrón de Guevara Tapia (Santiago, 22 de marzo de 1936), conocido como Gastón Guevara, es un exfutbolista y entrenador de fútbol chileno. Desempeñaba las labores de defensa dentro del campo de juego.

## Trayectoria

### Como jugador
Comienza su trayectoria deportiva en las divisiones inferiores de Colo-Colo a la edad de 14 años. Con tan solo 17 años, es parte del "equipo reserva" de dicho club, jugando en los partidos preliminares a los oficiales.
En 1957 se jugó un Torneo de Fútbol Sudamericano en Lima (Perú), en el cual por el mal comportamiento de algunos jugadores de la Selección Chilena, en donde estaban involucrados jugadores de Colo-Colo, es citado para integrar el plantel oficial de Colo-Colo, debutando en un partido disputado ante Magallanes en la Primera División de Chile. En dicha temporada, finalizó en el 8° puesto del Campeonato.
Jugando por Colo-Colo se corona campeón de la Copa Chile de 1958 y es subcampeón de la Primera División 1958. El año siguiente, es nuevamente subcampeón, esta vez de la Primera División 1959.
Siguiendo en Colo-Colo, se corona campeón de la Primera División 1960.
Dentro de su paso por Colo-Colo, juega en un importante partido amistoso disputado ante el flamante Real Madrid de España. Termina su carrera en cuadro albo en el año 1961, en el tercer puesto del campeonato de Primera División, jugando en total 100 partidos oficiales en 6 temporadas y siendo en la actualidad un recordado jugador de aquel equipo.
Teniendo un contrato renovado para la campaña de 1963 en Colo-Colo, el cuadro albo contrata a Humberto Cruz para ocupar su puesto dentro del campo de juego, por lo cual acepta las ofertas de Deportes Temuco (encabezadas por Germán Becker Bäechler, presidente del club) y decide jugar por el cuadro sureño que en aquel entonces militaba por primera vez en el fútbol profesional Chileno, en el Torneo de la Segunda División.
En 1965, luego de 2 temporada en Deportes Temuco, aquel club se fusiona con el capitalino cuadro de Green Cross, formando así Green Cross-Temuco, que aquel año ascendió a consecuencia de ello a la Primera División de Chile, integrándose él también al plantel de aquel equipo, en el cual no juega un gran número de partidos.
Dentro de su carrera futbolística también fue preseleccionado nacional.

### Como entrenador
En aquel plantel de Green Cross-Temuco en 1965, fue nombrado Ayudante Técnico por Miguel Mocciola, el entrenador del equipo en aquel entonces, comenzando de esa forma lo que sería una larga y reconocida historia como Entrenador de Fútbol en Chile. Se mantuvo en dichas labores con Mocciola por los dos años que duró su trabajo en Temuco, debutando como entrenador interino a fines de la Temporada 1966, logrando terminar en un octavo lugar en el campeonato de Primera División. Luego en 1967 toma el mando del equipo Martín García, el cual lo mantuvo en sus funciones de ayudante técnico, hasta el despido de García en agosto de ese año, comenzando Guevara su segundo interinato. En 1969 arriba Caupolicán Peña como entrenador, manteniendo éste de igual manera a Gastón Guevara en su puesto de ayudante técnico.
En julio de 1970, Caupolicán Peña deja la banca de Green Cross-Temuco, quedando Guevara como entrenador titular del cuadro temuquense. En aquella temporada el club clasifica a la Liguilla Final para alcanzar el título de la Primera División, en la cual termina en el 8° puesto. Dicha liguilla significaba jugar la totalidad de los partidos en la ciudad de Santiago, en la cual Green Cross-Temuco se presentó ante la mayor cantidad de público en toda su historia (incluyendo al actual Deportes Temuco), jugando ante 65 000 espectadores en el Estadio Nacional ante Lota Schwager, perdiendo finalmente 2-3.
Termina en el puesto 15° de la Primera División de 1971. El año siguiente realizando una importante campaña, alcanza el 5° puesto del Torneo de Honor de 1972. En 1973 y 1974 termina el campeonato en el puesto 7° de la tabla de posiciones.
Con una tremenda campaña futbolística, logra la segunda mejor campaña en la historia de Green Cross-Temuco (incluyendo al actual Deportes Temuco), el club nuevamente logró el tercer lugar del campeonato de Primera División, compartido después de Huachipato, posición que le permitió acceder a la Liguilla Pre-Libertadores 1975, que otorgaba un cupo para la Copa Libertadores 1976. Sin embargo, Green Cross-Temuco no logró la clasificación al certamen internacional, ya que empató sus dos primeros partidos (0-0 con Huachipato y 2-2 con Palestino) y cayó en el último (3-1 ante Deportes Concepción)
En 1976 con una positiva campaña, alcanza el 6° puesto de la tabla de posiciones de la Primera División, quedando a sólo 1 punto de clasificar a la Liguilla Pre-Libertadores. El año siguiente, baja el rendimiento del equipo, terminando la campaña de 1977 en el puesto 12° de la Tabla de Posiciones en la División de Honor. En 1978, teniendo una campaña muy similar, obtiene el puesto 13° de la Primera División. En la temporada de 1979 llevó a Green Cross-Temuco al 6° puesto de la tabla de posiciones.
Sin duda, debe vivir su primera mala experiencia como Director Técnico en el año 1980, ya que en aquella campaña Green Cross-Temuco termina en la última posición (puesto 18°) de la tabla de posiciones de la Primera División, por lo cual el equipo baja directamente a la Segunda División.
En 1981, jugando por el Torneo de la Segunda División, obtiene el puesto 15° con Green Cross-Temuco, dejando la banca albiverde en septiembre de aquel año, terminado con ello un ciclo de 11 temporadas seguidas como Director Técnico del equipo.
Arriba a un alicaído Rangers en 1982, para intentar revertir un inevitable descenso a la Primera B, luego que el equipo tuviera una pésima campaña a lo largo de todo el año. Finalmente Rangers desciende, aunque antes de aquello, Gastón Guevara se va del club para regresar a Green Cross-Temuco a fines de dicha temporada. De regreso en Temuco a fines de 1982, toma el equipo por 3 meses de manera gratuita, motivado por el gran cariño que le tenía al club albiverde, dirigiendo esta vez en la Segunda División debido al reciente descenso del cuadro del Ñielol. El equipo juega una liguilla en Valparaíso para poder ascender a la Primera División, lo cual finalmente no consigue.
Asciende a la Primera División en 1983 con Green Cross-Temuco por determinación de la ACF, la cual decidió entregar administrativamente cupos de Primera División a equipos que representasen a las ciudades con mejores resultados de espectadores en las temporadas previas y que no hubiesen ganado en cancha tal derecho de ascenso. Green Cross-Temuco alcanza el puesto 13° de la tabla de posiciones aquella temporada en la División de Honor.
Le toca vivir nuevamente el descenso a la Primera B con Green Cross-Temuco en 1984, asumiendo la dirección técnica junto a Roque Mercury. El equipo finaliza en la penúltima posición (12°) del grupo de la "Zona Sur", lo cual significaba el descenso directo del equipo a la Segunda División. A su vez, en el mismo año, el equipo cumplió una positiva campaña en la Copa Polla Gol de 1984, tras ganar el "Grupo Sur" del torneo y clasificar a semifinales, fase en la cual empató sin goles y cayó por 2-3 ante Universidad Católica. Sus funciones como entrenador del equipo finalizan en septiembre de aquel año, tras un quiebre con el Presidente del club Germán Becker Baechler.
Asume la dirección técnica de O'Higgins en 1985, club que sufría una importante crisis económica y deportiva; Dicho año el club tiene la campaña más baja de la Primera División, descendiendo a fin de temporada a la Segunda División de Chile.
Llega a Naval en 1986, en el cual realiza una buena campaña con el cuadro chorero pese a los grandes problemas económicos que el club presentaba, el cual alcanza la séptima posición en el torneo de la Primera División. En 1987 continúa en Naval, logrando la segunda mejor campaña en la historia del club, alcanzando la sexta posición en la Primera División, quedando a sólo dos puntos de disputar la Liguilla Pre-Libertadores
Vuelve nuevamente a Deportes Temuco (mismo Green Cross-Temuco pero con otro nombre) en 1989, participando en la Segunda División, en donde el club quedas en la octava posición de la tabla de posiciones del grupo de la "Zona Sur", por lo que no pudo acceder a la siguiente ronda que otorgaba un cupo para pelear el ascenso a la Primera División. En la Segunda División de 1990 dirigió al cuadro de Deportes Valdivia.
Asume la Dirección Técnica de Iberia en 1996, por el campeonato de la Tercera División de Chile.
Regresa en 1998 por última vez a Deportes Temuco como Director Técnico del primer equipo (en otros años se mantuvo como entrenador de las ramas inferiores del club), en reemplazo de Reinaldo Merlo, para intentar remontar un inevitable descenso a la Primera B, lo cual finalmente ocurrió, con tremendos problemas financieros y económicos de por medio. Dicha temporada, fue su última como Director Técnico en el Fútbol Chileno, sin contar un nuevo interinato en el cuadro del equipo albiverde durante la temporada 2006.
Cabe destacar que Gastón Guevara fue Director Técnico de Green Cross-Temuco 11 temporadas seguidas (1970-1981), siendo hasta el día de hoy el Director Técnico con más campañas dirigidas de manera consecutivas en un solo equipo del Fútbol Chileno.

## Clubes

### Como jugador
| Club               | País  | Año       |
| ------------------ | ----- | --------- |
| Colo-Colo          | Chile | 1957-1962 |
| Deportes Temuco    | Chile | 1963-1964 |
| Green Cross-Temuco | Chile | 1965      |

### Como entrenador
| Club                | País  | Año       |
| ------------------- | ----- | --------- |
| Green Cross-Temuco  | Chile | 1966      |
| Green Cross-Temuco  | Chile | 1967      |
| Green Cross-Temuco  | Chile | 1970-1982 |
| Rangers             | Chile | 1982      |
| Green Cross-Temuco  | Chile | 1983-1984 |
| O'Higgins           | Chile | 1985      |
| Naval               | Chile | 1986-1987 |
| Deportes Concepción | Chile | 1988      |
| Deportes Temuco     | Chile | 1989      |
| Deportes Valdivia   | Chile | 1990      |
| Malleco Unido       | Chile | 1994      |
| Iberia              | Chile | 1996      |
| Malleco Unido       | Chile | 1997      |
| Deportes Temuco     | Chile | 1998      |
| Deportes Temuco     | Chile | 2006      |

## Palmarés

### Como jugador
| Título                    | Club      | País  | Año  |
| ------------------------- | --------- | ----- | ---- |
| Copa Chile                | Colo-Colo | Chile | 1958 |
| Primera División de Chile | Colo-Colo | Chile | 1960 |

### Distinciones individuales
El 22 de febrero de 2014, en el marco del aniversario número 54 de Deportes Temuco, el club le rindió homenaje junto a otras importantes figuras históricas del cuadro albiverde en el Estadio Germán Becker, otorgándole un galvano en reconocimiento a su vasta y reconocida trayectoria en el equipo.
El 24 de febrero de 2015, y con ocasión del aniversario Nº134 de la ciudad, la Ilustre Municipalidad de Temuco encabezada por el Alcalde Miguel Becker. y seis concejales, galardoneó como Ciuadadano Destacado a Don Gastón Ladrón de Guevara en las dependencias del Museo Nacional Ferroviario Pablo Neruda.
El 20 de noviembre de 2018, se anunció que una de las galerías del Estadio Germán Becker llevara su nombre.

## Datos importantes
- Como jugador de fútbol jamás fue expulsado del campo de juego.
- Como jugador de Colo-Colo jamás fue suplente de otro jugador, nunca hizo "banca".
- Tiene el récord de la "Mayor cantidad de años dirigiendo un equipo de fútbol" en Chile, con 11 temporadas seguidas en Green Cross-Temuco
- Como entrenador de Green Cross-Temuco y bajo la presidencia de Germán Becker Bäechler, jamás firmó un contrato de trabajo, trabajaba sobre la base de "acuerdos de palabra".